# Präsidentschaftswahl in Indonesien 2014
Die Präsidentschaftswahl in Indonesien 2014 fand am 9. Juli 2014 statt. Der Gouverneur der Hauptstadtprovinz Jakarta, Joko Widodo (genannt Jokowi), setzte sich dem offiziellen Auszählungsergebnis zufolge mit 53,15 % der Stimmen gegen Ex-General Prabowo Subianto (46,85 %) durch.
Prabowo Subianto warf der Wahlkommission Betrug vor und kündigte an, vor dem Verfassungsgericht zu klagen. Das Gericht bestätigte das Ergebnis jedoch und Jokowi wurde am 20. Oktober als neuer Präsident vereidigt.

## Kandidaten
- Prabowo Subianto trat für die Partei der Bewegung Großes Indonesien (Gerindra) an. Prabowo ist pensionierter General und ehemaliger Kommandeur des strategischen Reservekommandos Kostrad. Er ist der Schwiegersohn des ehemaligen langjährigen Diktators Suharto. Ihm wird Verwicklung in Massaker in Osttimor in den 1980er-Jahren vorgeworfen. Sein Vizepräsidentschaftskandidat war Hatta Rajasa (PAN). Außerdem wurde seine Kandidatur von Golkar, der DP, der PKS und der PPP unterstützt. Diese Parteien haben zusammen mit 353 Sitzen eine Mehrheit im Abgeordnetenhaus.
- Joko Widodo, allgemein bekannt als Jokowi, wurde von der Demokratischen Partei des Kampfes Indonesiens (PDI-P) aufgestellt. Der studierte Forstwirt und Möbelunternehmer war bis zur Wahl Gouverneur der indonesischen Hauptstadt Jakarta. Sein Vizepräsidentschaftskandidat war Jusuf Kalla (Golkar), der von 2004 bis 2009 bereits einmal Vizepräsident war. Die Kandidatur wurde allerdings nicht von Golkar unterstützt, dafür jedoch von der PKB, der Hanura und der Nasdem. Die Unterstützerparteien sind mit insgesamt 207 Sitzen in der Minderheit im Abgeordnetenhaus.